# Yves Mankel
Yves Mankel (n. 12 noiembrie 1970, Gotha, Republica Democrată Germană, Germania) este un sănier ce a reprezentat Germania, medaliat olimpic. A participat la o ediție a Jocurilor Olimpice (1992) în care a câștigat o medalie de argint.

## Participări
Lista de mai jos prezintă principalele competiții la care a participat Yves Mankel de-a lungul carierei.
- Sanie la Jocurile Olimpice de iarnă din 1992 – proba de dublu[*]